# International Conference of Labour and Social History
Die International Conference of Labour and Social History („Internationale Tagung der Historiker der Arbeiterbewegung“; kurz ITH) ist ein österreichischer Verein, der seine internationalen Tagungen in Linz abhält.
Die ITH hielt seine erste Tagung vom 7. bis 9. September 1964 in Wien im Porrhaus als Internationale Tagung der Historiker der Arbeiterbewegung ab. Den Vorsitz führte Rudolf Neck. Die ITH fungierte ursprünglich als Plattform des Dialogs zwischen den „westlichen“ und „östlichen“ Historikern der Arbeiterbewegung. 1965 wurde der gleichnamige Verein in Linz gegründet.
Die ITH orientiert sich auf einen globalen und transnationalen Zugang. Seit dem Ende des bipolaren Weltsystems ist die Brückenfunktion, welche die ITH historisch zwischen den Arbeiterhistoriographien in „Ost“ und „West“ ausgeübt hat, obsolet. Die ITH hat sich als Forum für einen internationalen Wissenschaftsaustausch auf dem Gebiet der Arbeitergeschichte als Teil der Sozialgeschichte neu definiert. Sie favorisiert einen globalen Zugang zu dieser Geschichte und transnationale Forschungsgegenstände. Der Tradition der Zusammenarbeit mit Organisationen der Arbeiterbewegung (wie der Arbeiterkammer in Österreich) folgend, legt sie Wert auf die Vermittlung von Forschung außerhalb der akademischen Forschergemeinde selbst.
Hauptaktivitäten der ITH sind die Planung und Durchführung der jährlichen Linzer Konferenzen und die Publikation der Tagungsergebnisse in einem Sammelband. Konferenzsprachen sind Deutsch, Englisch und Französisch. Die Linzer Konferenzen sind Veranstaltungen für die Mitgliedsinstitute. Weiterhin organisiert die ITH wissenschaftliche Veranstaltungen zwischen den Linzer Konferenzen in Kooperation mit anderen Instituten. Zusätzlich zu den Konferenzaktivitäten fungiert die ITH als weltweites Netzwerk im Bereich der Geschichte der Arbeit und sozialer Bewegungen.
Die ITH fördert Forschung durch die Verleihung des René Kuczynski-Preises für herausragende Arbeiten auf dem Gebiet der Sozial- und Wirtschaftsgeschichte und (in Zusammenarbeit mit dem Dokumentationsarchiv des österreichischen Widerstandes) des Herbert-Steiner-Preises zur Förderung von Wissenschaftlern in den Bereichen NS-Verfolgung, Antifaschistischer Widerstand, Exil und Geschichte der Arbeiterbewegung.
Die Mitglieder sind Forschungseinrichtungen und Institute mit dem Schwerpunkt Arbeitergeschichte und Geschichte sozialer Bewegungen.
Der Vorstand besteht aus dem Präsidenten, der Generalsekretärin, dem Kassier und seinem Stellvertreter sowie dem Kuratorium. Dem internationalen wissenschaftlichen Beirat und Ehrenkomitee gehörte bis zu seinem Tod auch Eric Hobsbawm an.